# 8,8 cm KwK 43
8,8 cm KwK 43 (8,8 cm Kampfwagenkanone 43) var en tysk kanon med 8,8 cm kaliber som användes i stridsfordon under andra världskriget. Den var främst huvudbeväpningen för den tunga stridsvagnen Tiger II och pansarvärnskanonvagnarna Jagdpanther och Nashorn. När den monterades i en pansarvärnskanonvagn betecknades vapnet Panzerabwehrkanone 43 (PaK 43). Kanonen avfyrades elektriskt och var försedd med en semiautomatisk kilmekanism.
| Granat      | Typ (eng) | Typ (sve) | Vikt (kg) | Sprängämne | Sprängämne | Sprängämne     | Mynnings- hastighet (m/s) | Genomslag i pansar vid 30° vinkel (mm) | Genomslag i pansar vid 30° vinkel (mm) | Genomslag i pansar vid 30° vinkel (mm) | Genomslag i pansar vid 30° vinkel (mm) | Genomslag i pansar vid 30° vinkel (mm) |
| Granat      | Typ (eng) | Typ (sve) | Vikt (kg) | Typ        | Mängd      | TNT-ekvivalent | Mynnings- hastighet (m/s) | 100 m                                  | 500 m                                  | 1000 m                                 | 1500 m                                 | 2000 m                                 |
| ----------- | --------- | --------- | --------- | ---------- | ---------- | -------------- | ------------------------- | -------------------------------------- | -------------------------------------- | -------------------------------------- | -------------------------------------- | -------------------------------------- |
| Pzgr39/43   | APCBC     | SLPGR     | 10,2      | H.10       | 64 gram    | 198,8 gram     | 1000                      | 203                                    | 185                                    | 165                                    | 148                                    | 132                                    |
| Pzgr40/43   | APCR      | SLPPRJ    | 7,3       |            |            |                | 1130                      | 237                                    | 217                                    | 193                                    | 171                                    | 153                                    |
| Hl.Gr 39    | HEAT      | SLPSGR    | 7,6       |            |            |                |                           | 95                                     | 95                                     | 95                                     | 95                                     | 95                                     |
| Sprgr L/4,5 | HE        | SLSGR     | 9         |            |            |                |                           |                                        |                                        |                                        |                                        |                                        |